# Caleb Rice
Caleb Rice (4 de abril de 1792 - 1 de marzo de 1873) fue un abogado estadounidense, hombre de negocios, y político que sirvió como director y el primer presidente de Massachusetts Mutual Life Insurance Company, como el tercer Sheriff del Condado de Hampden, Massachusetts, en el Consejo de Ediles de West Springfield, Massachusetts, y como el primer alcalde de Springfield, Massachusetts.